# M6 (САУ)
37 mm Gun Motor Carriage M6 (или M6 «Фарго» (англ. M6 Fargo)) — противотанковая САУ США времён Второй мировой войны. Первый американский истребитель танков данного периода.

## История создания
В конце 1941 года, объявив войну Японии, США вступили во Вторую мировую войну.
На то время эффективно противодействовать вражеской бронетехнике могла 37-миллиметровая пушка M3. Однако, армии требовались подвижные противотанковые соединения. 
Разработка противотанковой САУ шла в 1941 году, а к началу 1942 года фирма-разработчик, Fargo Motor Corp., представила своё противотанковое средство на испытаниях. Истребитель танков удовлетворил военных, однако было потребовано внесение нескольких доработок.

## Конструкция
За основу истребителя танков был взят армейский грузовик Dodge WC 52 3/4 ton., выпущенный в количестве свыше 255 000 единиц.
На прототипе, получившем название T21, 37-миллиметровое орудие размещалось в задней части внедорожника и было развёрнуто вперёд. Впоследствии, по замечаниям военных, конструкция бронещита орудия была переработана, 37-миллиметровая пушка была развёрнута назад.
Бронирование, за исключением орудийного щита, отсутствовало. Место водителя было частично защищено, что давало возможность быстрого перемещения или ухода из-под обстрела.

## Производство и эксплуатация
| Год   | 1     | 2     | 3     | 4     | 5     | 6     | 7     | 8     | 9     | 10    | 11    | 12    | Всего |
| ----- | ----- | ----- | ----- | ----- | ----- | ----- | ----- | ----- | ----- | ----- | ----- | ----- | ----- |
| 1942  |       |       |       |       | 157   | 422   | 928   | 328   | 301   | 106   | 200   | 75    | 2517  |
| 1943  | 142   | 458   | 300   | 400   | 300   |       |       |       |       |       |       |       | 1600  |
| Всего | Всего | Всего | Всего | Всего | Всего | Всего | Всего | Всего | Всего | Всего | Всего | Всего | 4117  |

К концу 1941 года в США создавались специальные танковые подразделения. Их главной задачей была поддержка пехоты. Чаще всего они вооружались противотанковыми САУ, более простыми и дешевыми боевыми единицами, чем танки.
Машины участвовали в боевых действиях в Тунисе 1942-43 годов, на Тихом океане вплоть до конца войны. Некоторые истребители танков приняли участие в боевых действиях в составе армии Франции. Сняты с вооружения в 1945 году.
19 бронемашин М6 (вместе с другим вооружением) были переданы по программе военной помощи из США формируемой южнокорейской армии 30 июня 1949 года.